# آزرایل باکو
آزرایل باکو (انگلیسی: Azerrail Baku) باشگاه والیبال زنان در باکو است که در سوپرلیگ والیبال آذربایجان بازی می‌کند.
این تیم در سال ۲۰۱۱ قهرمان چلنج کاپ و در سال ۲۰۰۱ قهرمان جام کنفدراسیون والیبال اروپا شد.